# Maoridrilus wilkini
Maoridrilus wilkini är en ringmaskart som beskrevs av Lee 1959. Maoridrilus wilkini ingår i släktet Maoridrilus och familjen Acanthodrilidae. Inga underarter finns listade i Catalogue of Life.